# Horst Hardt
Horst Hardt (* 12. März 1935 in Bernau bei Berlin) ist ein deutscher Kameramann.
Horst Hardt arbeitete für die DDR-Filmfirma DEFA von Mitte der 1950er Jahre bis zur Wiedervereinigung. In dieser Zeit wirkte er an 89 Produktionen mit. 1969 wurde er für die Kameraarbeit an dem Film Hans Beimler, Kamerad mit dem Nationalpreis der DDR ausgezeichnet.

## Filmografie (Auswahl)
- 1958–1965 Das Stacheltier (Kurzfilmreihe, 56 Folgen)
- 1961: Der Mann mit dem Objektiv
- 1964: Lütt Matten und die weiße Muschel
- 1965: Ohne Paß in fremden Betten
- 1969: Hans Beimler, Kamerad (Fernsehfilm; 4 Teile)
- 1971: Der kleine und der große Klaus (+ Drehbuch)
- 1972: Das Geheimnis der Anden (Fernsehfilm; 5 Teile)
- 1974: Der Leutnant vom Schwanenkietz (Fernsehfilm; 3 Teile)
- 1975: Steckbrief eines Unerwünschten (Fernsehfilm)
- 1977: Ernst Schneller (Fernsehfilm; 2 Teile)
- 1977: Trini
- 1979: Abschied vom Frieden (Fernsehfilm, 3 Teile)
- 1979: Des Drachens grauer Atem (Fernsehfilm)
- 1981: Der ungebetene Gast (Fernsehfilm; 2 Teile)
- 1981: Peters Jugend (Junost Petra)
- 1982: Bahnwärter Thiel
- 1985: Sachsens Glanz und Preußens Gloria (Fernsehfilm; 6 Teile)
- 1985: Das zweite Leben des Dr. Gundlach
- 1987: Altes Herz geht auf die Reise